# Hermann Krause (Politiker, 1908)
Hermann Krause (* 13. August 1908 in Hanau; † 15. Februar 1988 in Bad Kissingen) war ein hessischer Politiker (CDU), Bürgermeister von Hanau und Abgeordneter des Hessischen Landtags.
Nach dem Abitur an der Hohen Landesschule in Hanau studierte Hermann Krause 1927 bis 1930 Rechtswissenschaften an den Universitäten Königsberg, Berlin und Frankfurt am Main. Zum 1. Mai 1933 trat er der NSDAP bei (Mitgliedsnummer 2.665.611). Er gehörte zudem der SA an. Nach der Promotion zum Dr. jur. arbeitete er von 1935 bis 1945 am Evangelischen Konsistorium Königsberg als Oberkonsistorialrat.
Nach der Vertreibung kam Hermann Krause 1945 nach Hanau zurück und war dort vom 11. Juni 1945 bis zum 5. Juli 1945 und vom 25. April 1946 bis zum 18. Juli 1946 Kommissarischer Oberbürgermeister. Von 1945 bis 1966 war er Bürgermeister und Kämmerer der Stadt. Von 1953 bis 1965 war er Mitglied der Verbandsversammlung des Landeswohlfahrtsverbandes. Vom 1. Dezember 1954 bis zum 30. November 1970 war er vier Wahlperioden lang Mitglied des Hessischen Landtags. Im Jahr 1959 war er Mitglied der dritten Bundesversammlung.
Hermann Krause war Landesvorsitzender des Haus- und Grundbesitzerverbandes und Mitglied im Verwaltungsausschuss des Landeswohlfahrtsverbandes Hessen.
Hermann Krause liegt auf dem Hauptfriedhof Hanau begraben.